# П'єрпаоло Бізолі
П'єрпаоло Бізолі (італ. Pierpaolo Bisoli, нар. 20 листопада 1966, Порретта-Терме) — італійський футболіст, що грав на позиції півзахисника. По завершенні ігрової кар'єри — тренер. З 2020 року очолює тренерський штаб команди «Кремонезе».

## Ігрова кар'єра
У дорослому футболі дебютував 1981 року виступами в аматорському клубі з рідного міста «Порретта», в якому провів два сезони, взявши участь у 32 матчах чемпіонату. Звідти в 1984 році він перейшов в «Пістоєзе». Потім виступав за клуби «Алессандрія», «Ареццо» та «В'яреджо».
У 1991 році Бізолі став гравцем «Кальярі» де провів 6 років. Найбільш вдалим став для футболіста сезон 1993/94, коли він разом з клубом грав у матчах Кубка УЄФА. У тому році гравець був основним диспетчером сардинців, забезпечуючи передачами Луїса Олівейру і Роберто Муцці, зробивши 15 гольових пасів.
У 1997 році, коли клуб покинув Серію А, а Бізолі отримав переломи великої і малої гомілкових кісток, він покинув команду і приєднався до «Емполі». Потім півзахисник грав за «Брешію» та «Пістоєзе», а завершив кар'єру в першій своїй команді — «Порретті».

## Кар'єра тренера
У тому ж аматорському клубі Бізолі почав свою тренерську кар'єру, пропрацювавши в «Порретті» два роки. Потім П'єрпаоло пішов в «Фіорентину», ставши асистентом Еміліано Мондоніко, а потім Діно Дзоффа. Потім Бізолі став головним тренером клубу «Прато», де при ньому дебютував і став гравцем основи Алессандро Дьяманті. У 2007 році Бізолі став головним тренером клубу «Фоліньйо», з яким досяг стадії плей-оф виходу в Серію Б, проте в тому розіграші клуб програв.
6 червня 2008 року Бізолі став головним тренером «Чезени» і в першому ж сезоні вийшов з клубом в Серію Б, а на наступний рік П'єрпаоло зміг вивести команду вже в Серію А, чого клуб досяг вперше за 19 років і був обраний найкращим тренером другого італійського дивізіону. Однак на святкуванні виходу у вищий італійський дивізіон Бізолі оголосив, що йде з посади головного тренера клубу: «Я пояснив президенту клубу, що мені було б складно знайти мотивацію після двох незабутніх сезонів, проведених в „Чезені“. Я просто не можу настільки ж віддавати себе команді, як це було раніше».
22 червня 2010 року Бізолі став головним тренером клубу «Кальярі». Однак там фахівець пропрацював недовго: вже після 12 туру чемпіонату він був звільнений за незадовільні результати команди — клуб до того моменту займав 19 місце в Серії А, набравши 11 очок, і перебував у «зоні вильоту».
26 травня 2011 року Бізолі був призначений головним тренером «Болоньї», змінивши на цьому посту Альберто Малезані; контракт з тренером було підписано на 2 роки. 4 жовтня 2011 року був звільнений з поста головного тренера «Болоньї» за незадовільні результати клубу (останнє місце після 6-го туру Серії А сезону 2011/12).
11 вересня 2012 року він повернувся в «Чезену», що без П'єрпаоло вилетіла з вищого дивізіону. Бізолі у сезоні 2013/14 зумів виграти з командою плей-оф і повернути її до Серії А. Однак 8 грудня 2014 року він був звільнений через незадовільні результати, коли «Чезена» потрапила в зону вильоту.
5 червня 2015 року призначений головним тренером «Перуджі», змінивши на цьому посту Андреа Камплоне. Контракт був підписаний на 2 роки з можливістю продовження ще на 1 рік. Втім команда закінчила сезон 2015/16 на 10 місці в Серії Б і не вийшла в плей-оф, і Бізолі покинув клуб, а частину наступного сезону очолював іншу команду другого дивізіону «Віченца».
21 червня 2017 року очолив тренерський штаб команди «Падова», з якою у першому ж сезоні виграв свій дивізіон Серії С і вийшов до Серії Б. Працював з командою до відставки у березні 2019 року.
5 березня 2020 року був призначений очільником тренерського штабу «Кремонезе».

## Титули і досягнення
- Переможець Серії C:

«Чезена»: 2008/09 (група А)
«Падова»: 2017/18 (група B)

### Особисті
- Володар Срібної лави: 2009/10

## Особисте життя
П'єрпаоло має сина Дімітрія Бізолі, який також став футболістом.